# Пригород

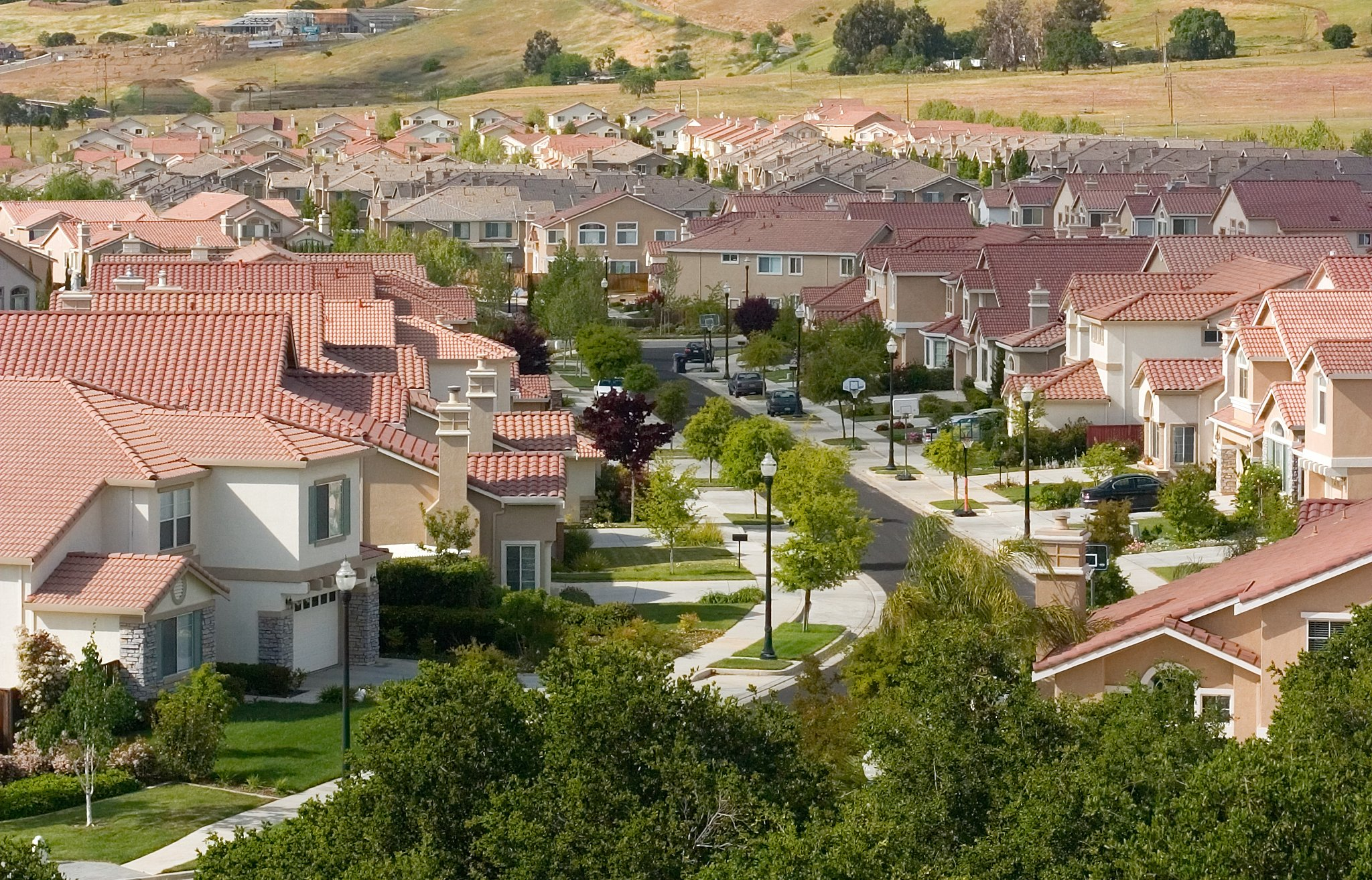
Пригород Сан-Хосе, Калифорния, США

При́город  — общее название населённой территории или населённого пункта, который примыкает к административной границе города. Большинство современных пригородов являются «спальными районами» со множеством жилых домов. У многих пригородов есть некоторая степень политической автономии и в них более низкая плотность населения, чем во внутренних районах города, в основном за счёт индивидуального жилья. Механический транспорт, включая автомобили и высокоскоростные поезда, в XX веке позволил пригородам разрастись, что дало толчок к быстрому увеличению близлежащих поселений с обилием земельных территорий, пригодных для заселения.

## В истории Руси
Пригородами на Руси назывались все города княжества-«земли́», за исключением столицы. При этом название пригородов (как и самой земли) было как правило производным от названия столичного города (например, новгородские пригороды). Новгородский пригород Псков фактически добился независимости. В пригородах могли быть свои князья.

## В США

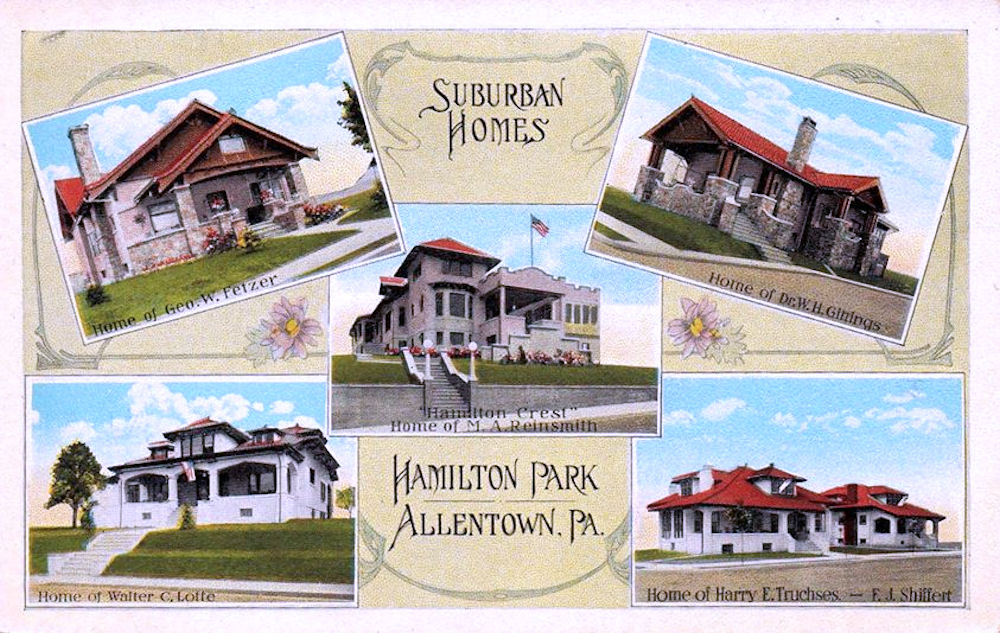
Рекламная брошюра пригородных домов в Аллентаун, Пенсильвания. 1915

Пригороды в США начали возникать ещё в колониальный период вокруг крупнейших городов того времени: Бостона, Филадельфии и Нью-Йорка. В то время пригороды заселяли в основном представители рабочего класса, и само слово пригород носило крайне негативный оттенок. В тот период наиболее престижные для проживания места были расположены ближе к центру города, а территории, которые были наиболее удалены от центра, считались наименее привлекательными. Исключением служили пригородные дачи состоятельных граждан, которые проводили там летние месяцы или выходные дни.

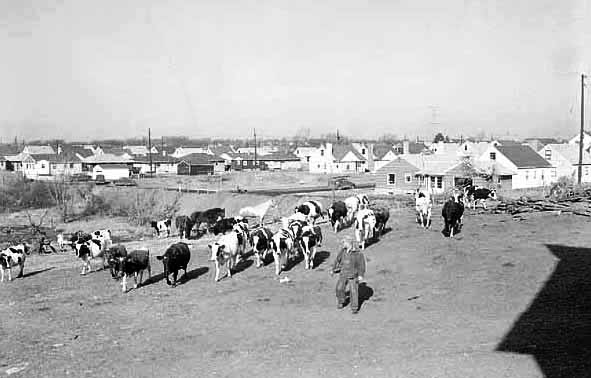
Пригородная застройка в Ричфилде, Миннесота. 1954

Однако в середине второго десятилетия XIX века американцы меняют своё отношение к пригороду от нежелаемого места обитания к наиболее предпочтительному. Ещё до Гражданской войны в крупных городах США меняется мнение о степени престижности районов, и многие состоятельные жители переезжают из центров городов в пригороды. Этому способствовало развитие транспорта, в частности, железнодорожного транспорта. Уже с 1830-х годов стали появляться железные дороги, которые занимались исключительно доставкой людей из периферийных районов в города. Так как поезда не могли совершать частых остановок, пригороды не тянулись непрерывно вдоль путей, а были своеобразными островками.
Новым толчком в развитии пригорода стало распространение автомобиля в 1920-х годах. Автомобиль сделал доступным для заселения обширные территории, которые были недоступны для ж/д путей. С появлением личных автомобилей исчезли всяческие ограничения на передвижения.
С 1945 по 1954 годы 9 млн горожан переехали жить в пригороды. К 1976 году в пригородах жило больше американцев, чем в больших городах или в сельской местности.

## XXI век
Во многих странах начался активный процесс переселения людей из центров крупных мегаполисов в пригороды. Например, в России, (в частности, Москве) в начале XXI века люди стали переселяться из тесного центра города на постоянное место жительства как в коттеджные посёлки, так и в города области (в частности, Подмосковья), в том числе и в новые благоустроенные районы, где они могли обменять, к примеру, старую квартиру в каком-либо районе города на новую квартиру большей площади в благоустроенном городе области.
В США и других англоязычных странах, ситуация начала меняться после 2000-х. Распространенный стиль жизни в пригороде привёл к тому, что на дорогу до работы или торгового центра жители начали тратить часы, из-за больших расстояний и частых пробок. На всей территории США после 2000-х, молодое поколение не спешит в пригород, а желает оставаться в городе, где в близкой доступности есть все необходимое.

## Пригородный посад

Пример типичного пригородного малоэтажного микрорайона в провинциальном городе.

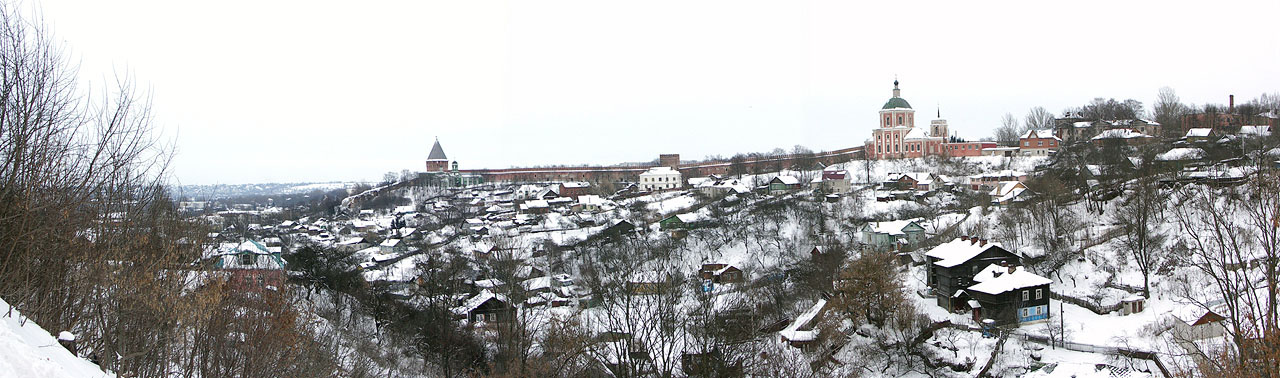
Частные малоэтажные дома в центральной части Смоленска

В большинстве провинциальных малых городов и районных центров России с численностью населения около 25—200 тысяч жителей — приходится до 50 %, а местами и более жителей на долю пригородного посада-предместья при сложившейся форме жилищной застройки: с разделением на обособленные кварталы-микрорайоны многоквартирных «многоэтажек» — и одноэтажных домов (отличающихся друг от друга независимой социальной инфраструктурой). Нередко бывшего посёлка или деревни, коттеджного микрорайона, ныне входящего в административную городскую черту, но не всегда включенного в благоустроенную коммунальную инфраструктуру, с автономным твердотопливным печным или газовым отоплением, с водопользованием из водозаборных колонок, без центральной канализации. Это обычно жилые территории-кварталы индивидуальной одноэтажной застройки частного сектора с постоянным проживанием (ИЖС), расположенные на периферии и окраинах, в отличие от более плотной застройки основного промышленного многоэтажного городского центра, и с незначительным приусадебным хозяйством (около 3—6 соток) — по сравнению с дачной или сельской местностью.
Такие пригороды служат «перевалочным пунктом» миграции экономически активного населения из более отдаленных окрестных сел района, и также как часть субурбанизации. При этом обнаруживаются черты свойственные маятниковой миграции — развитие выделяющейся резко контрастной центр-периферийной имущественной и социальной стратификации. То есть фактически возникает имущественная дифференциация: благоустроенные квартиры в высотных домах в престижном микрорайоне города — для более состоятельных; и малоэтажные общежительные бараки и проч. с минимумом удобств — для менее обеспеченных слоёв населения. Впрочем, подобное положение компенсируется доступной возможностью социальной мобильности и реализацией муниципальных программ по улучшению жилищных условий.

## Альтернатива пригородам
Замена пригородному образу жизни, предлагаемая в том числе критиками, сторонниками концепции устойчивого развития и локальной местной экономики, — заключается в полноценной поддержке гармоничного инфраструктурного и промышленного развития малых городов (в соответствии с принципами самодостаточного стабильного города). Создание которых возможно на основе существующих административно-территориальных единиц или вблизи райцентров (см. проект Новое Ступино, «Агрогородок»). Неконтролируемому разрастанию (расширению) пригородов, зависимых от наличия частного автотранспорта, — противопоставляется парадигма интенсивного роста с формированием многофункциональных компактных городов и пешеходо- велосипедно- ориентированным проектированием.
Фильм «Конец пригородов» посвящён проблемам пригородов в условиях снижения добычи нефти («The End of Suburbia: Oil Depletion and the Collapse of the American Dream („Конец пригородов: истощение нефти и коллапс американской мечты“) — Gregory Greene — 78 min — Documentary — 2004» (англ.) на сайте Internet Movie Database).